# Provincia di Condorcanqui
La provincia di Condorcanqui è una provincia del Perù, situata nella regione di Amazonas.

## Geografia antropica

### Suddivisioni amministrative
È divisa in 3 distretti:
- Nieva
- El Cenepa
- Río Santiago